# Завоеватель Иерусалима: Салахаддин Айюби
Завоеватель Иерусалима: Салахаддин Айюби (тур. Kudüs Fatihi Selahaddin Eyyubi) — турецкий телесериал производства турецкой компании Akli Film и пакистанской Ansari and Shah Films. Сериал основан на жизни Салахаддина, основателя династии Айюбидов. Транслировался летом 2022 года. Премьера состоялась 13 ноября 2023 года. Продюсеры утверждают, что целевой аудиторией сериала являются немусульмане, не знающие мусульманской истории. Сценарий написали турецкие и пакистанские историки, писатели-исследователи.

## Сюжет
Телесериал посвящён жизни мусульманского правителя XII века Салахаддина и тому, как он завоевал Иерусалим. Кроме того, в нём основное внимание уделяется его борьбе и сражениям против крестоносцев, а также его цели объединить под своей властью мусульманские территории Сирии, северной Месопотамии, Палестины и Египта.

## Эпизоды
| Сезон | Серии | Серии | Даты показа     | Даты показа     |
| Сезон | Серии | Серии | Первая серия    | Последняя серия |
| ----- | ----- | ----- | --------------- | --------------- |
| 1     | 28    | 28    | ноябрь 13, 2023 | июнь 10, 2024   |

| Сезон | Серии | Серии | Даты показа      | Даты показа     |
| Сезон | Серии | Серии | Первая серия     | Последняя серия |
| ----- | ----- | ----- | ---------------- | --------------- |
| 1     | 30    | 30    | октябрь 21, 2024 | май 26, 2025    |